# Hôtel de ville de Belleville (New Jersey)
 (avril 2024).
L’hôtel de ville de Belleville (anglais : Belleville Town Hall) est un édifice administratif du début du XXe siècle situé à Belleville (New Jersey), aux États-Unis.

## Situation et accès
L’édifice est situé au no 152 de l’avenue de Washington, à l’angle avec celle de Belleville, vers le centre de Belleville. Plus largement, il se trouve dans le comté d’Essex, dans l’État du New Jersey.

## Histoire

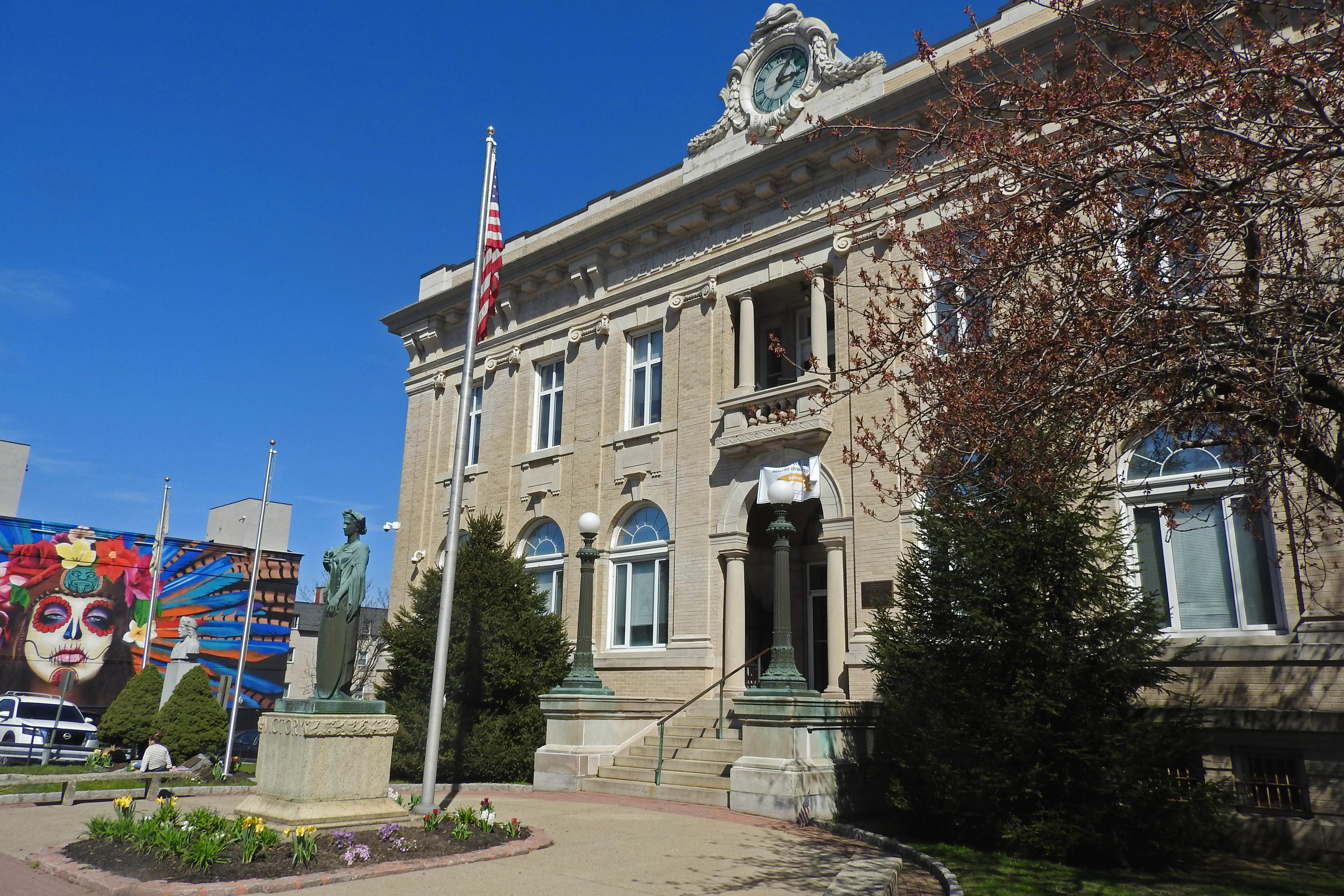
Parvis de l’hôtel de ville, photographié en avril 2023.

Les prémices du projet trouvent leurs racines dans la nuit du 8 au 9 juillet 1912 quand le conseil municipal entreprend les premières démarches en ce sens, sur la suggestion de l’élu Henry McCormick qui invite le maire C. Lyman Denison à fonder un comité à cet effet. Le procureur municipal John De Graw appelle toutefois à éviter la précipitation et d’opter pour un référendum. Avec approbation du conseil, le maire instruit ce dernier de « préparer » le document indiquant le coût probable du bâtiment, qui serait voté à la prochaine élection générale par les habitants.
La cérémonie de pose de la première pierre a lieu le 19 juillet 1913. Pour un coût de construction alors estimé à 60 000 dollars américains, il est édifié selon les plans de l’architecte Charles Granville Jones,. L’inspecteur de sa construction est John H. Hudson. Les propositions scellées dans le cadre d’un appel d’offres pour les appareils d’éclairage, les horloges et certains dispositifs sont reçues à la salle du conseil de la ville de Belleville le 19 décembre 1913. Selon le Newark evening star and Newark advertiser :
« [It] will be the evidence of a new civic spirit in a town so long cited as lacking that essential. »
— Newark evening star and Newark advertiser, 

« Ce sera la preuve d’un nouvel esprit civique dans une ville si longtemps citée comme dépourvue de cet essentiel. »
— Traduction de Wikipédia